# Pool (functietheorie)

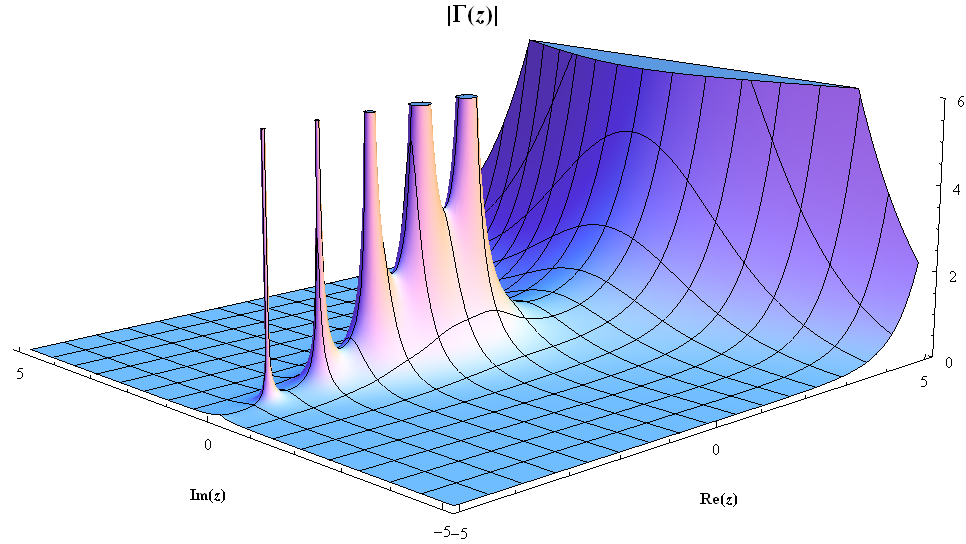
De absolute waarde van de gammafunctie.
Aan de linkerkant gaan de polen naar oneindig, aan de rechterkant heeft de gammafunctie geen polen, maar neemt de waarde snel toe.

In de functietheorie is een pool van een meromorfe functie een geïsoleerde singulariteit waarin de functie dus niet gedefinieerd is en waar in elke omgeving daarvan de functie willekeurig grote waarden kan aannemen. Een typisch voorbeeld is de pool {\displaystyle z=0} van de functie {\displaystyle 1/z^{n}}. In de omgeving van een pool {\displaystyle z=a} gedraagt een functie {\displaystyle f(z)} zich niet chaotisch, maar nadert {\displaystyle f(z)} uniform tot oneindig als {\displaystyle z} tot {\displaystyle a} nadert.

## Opmerkingen
Als de eerste afgeleide van een functie {\displaystyle f} een enkelvoudige pool in {\displaystyle a} heeft, is {\displaystyle a} een vertakkingspunt van {\displaystyle f}. Het omgekeerde hoeft niet waar te zijn. 
Een niet-ophefbare singulariteit, die geen pool of een vertakkingspunt is, wordt een essentiële singulariteit genoemd. 
Een complexe functie die holomorf is met uitzondering van enkele geïsoleerde singulariteiten die allemaal polen zijn, heet meromorf.